# آيت دحا (آيت لحزن)
آيت دحا هو دُوَّار يقع بجماعة تيزڭزاوين، إقليم تارودانت، جهة سوس ماسة في المملكة المغربية. ينتمي الدوّار لمشيخة آيت لحزن التي تضم 10 دواوير. يقدر عدد سكانه بـ 236 نسمة حسب الإحصاء الرسمي للسكان والسكنى لسنة 2004.

## وصلات خارجية
- البوابة الوطنية للجماعات الترابية
- المندوبية السامية للتخطيط